# Noga Erez

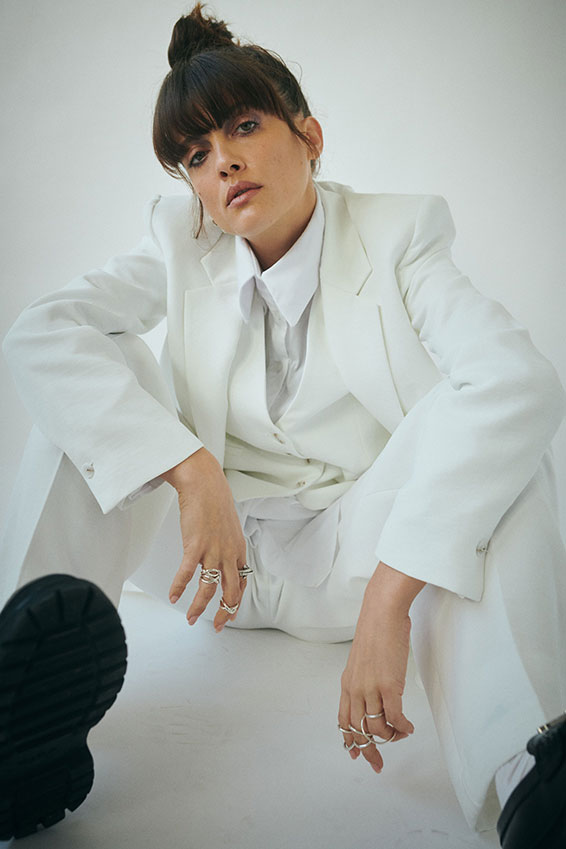
Noga Erez, 2021

Noga Erez (hebr. נֹגַהּ אֶרֶז; geboren 26. Dezember 1989 in Israel) ist eine israelische Sängerin, Songwriterin und Musikproduzentin.

## Leben
Erez wuchs in Caesarea in der Nähe von Tel Aviv auf und wurde jüdisch erzogen. Sie studierte Komposition an der Jerusalem Academy of Music and Dance. Während ihrer Kindheit und Jugend lernte sie zahlreiche Instrumente und versuchte sich in verschiedenen Musikstilen. Mit 18 Jahren war sie Teil der Militärband der Israelischen Verteidigungsstreitkräfte.
Am Anfang war sie Mitglied der Indie-Folk-Band The Secret Sea und wandte sich anschließend dem Jazz zu. 2011 arbeitete sie an einem Jazz-Soloalbum, warf dieses jedoch über den Haufen um fortan Elektronische Musik zu produzieren. Live tritt sie als Trio mit ihr am Gesang, ihrem Lebensgefährten Ori Rousso (Sampler, Synthesizer) sowie Ran Jacobovitz (elektronisches Schlagzeug, Perkussion) auf. 2016 erschien ihre Debüt-Single Dance While You Shoot, eine Kritik an der Sozialpolitik Israels in Bezug auf Tel Aviv.
2017 erschien ihre zweite Single Toy, die insbesondere in der New York Times gelobt wurde. Am 2. Juni 2017 erschien schließlich ihr Debütalbum Off the Radar über City Slang. Im Anschluss wurde Erez in die Forbes-Liste „Under 30“ als vielversprechende Nachwuchskünstlerin der EDM-Szene Israels aufgenommen. Es folgten internationale Auftritte auf der Primavera, dem SXSW, dem Roskilde Festival, dem Melt sowie eine Tour durch das Vereinigte Königreich und Europa.
Am 26. März 2021 erschien ihr zweites Album Kids, erneut über City Slang. Am 12. April 2021 trat sie bei Jimmy Kimmel Live! mit der Single Views auf. Ein Jahr später wurde bekannt gegeben, das Erez bei Neon Gold Records (Atlantic Records) unterschrieben hat. Es folgten Kollaborationen mit Weezer, Missy Elliott und Kylie Minogue. Am 16. und 17. September 2022 eröffnete sie im Madison Square Garden für Florence + the Machine. Im Juni 2023 eröffnete sie für Robbie Williams in Tel Aviv. 2023 erschien die Single Quiet, der Titelsong vom Netflix-Film Heart of Stone.
September 2024 erschien ihr drittes Album The Vandalist. Als Gäste sind Robbie Williams, Eden Ben Zaken, Dillom und Flyana Boss vertreten. Das Album erreichte Platz 34 der deutschen Charts.
Nach dem 7. Oktober 2023 stornierten nach eigener Aussage viele Veranstalter Auftritte mit ihr, da sie aus Israel kommt.

## Musikstil
Erez ist von verschiedenen Künstlern der EDM- und populären Musik inspiriert, darunter Beyoncé, Björk, Kendrick Lamar, Vince Staples und FKA Twigs. Ihre Beats entstehen mit ihrem Lebensgefährten Ori Rousso.

## Texte und politisches Engagement
Ihre Texte sind politisch und kritisch gegenüber der israelischen Regierung. Sie setzt sich für eine Zweistaatenlösung ein. Von der Boycott, Divestment and Sanctions-Kampagne distanzierte sie sich, nachdem einige israelkritische Statements von ihr in diese Richtung gedeutet wurden. Im Mai 2024 war sie Teil einer Kampagne, die sich für die Freilassung der Geiseln der Hamas einsetzte. Sie trat in Tel Aviv gemeinsam mit Eden Golan, Netta Barzilai und Lola Marsh auf, während verschiedene Botschaften sowie Hillary Clinton eine Videobotschaft schickten.

## Diskografie

### Alben

#### Studioalben
- 2017: Off the Radar (City Slang)
- 2021: KIDS (City Slang)
- 2024: The Vandalist (Neon Gold Records/Atlantic Records)

#### Livealben
- 2025: thE vandalisT AGAINST ALL THE MACHINES (Neon Gold Records/Atlantic Records)

#### Companion-Alben
- 2021: KIDS (Against the Machine) (City Slang)

### Singles
- 2016: Dance While You Shoot
- 2017: Toy
- 2017: Here (Cover von Alessia Cara)
- 2018: Sunshine
- 2018: Bad Habits
- 2018: Cash Out
- 2019: Chin Chin (mit Echo)
- 2020: Views (feat. Reo Cragun & Rousso)
- 2020: No News on TV
- 2020: You So Done
- 2021: End of the Road
- 2021: Story
- 2021: Knockout (Against the Machine)
- 2021: The "A" in Amazing
- 2022: Industry Baby (Cover von Lil Nas X)
- 2022: Nails
- 2022: Nails (feat. Missy Elliott)
- 2023: Quiet
- 2024: Come Back Home
- 2024: Vandalist
- 2024: A+ (feat. Ravid Plotnik)
- 2024: SAD GENERATION; HAPPY PICTURES (feat. Flyana Boss)
- 2024: PC People (feat. Rousso)
- 2024: Godmother (feat. Eden Ben Zaken)
- 2024: Danny (feat. Robbie Williams)
- 2025: Not My Problem
- 2025: WATCH THE NEWS